# Balsa (Hongarije)
Balsa is een plaats (község) en gemeente in het Hongaarse comitaat Szabolcs-Szatmár-Bereg, gelegen in het district Ibrány. Balsa telt 838 inwoners (2015).

## Geografie

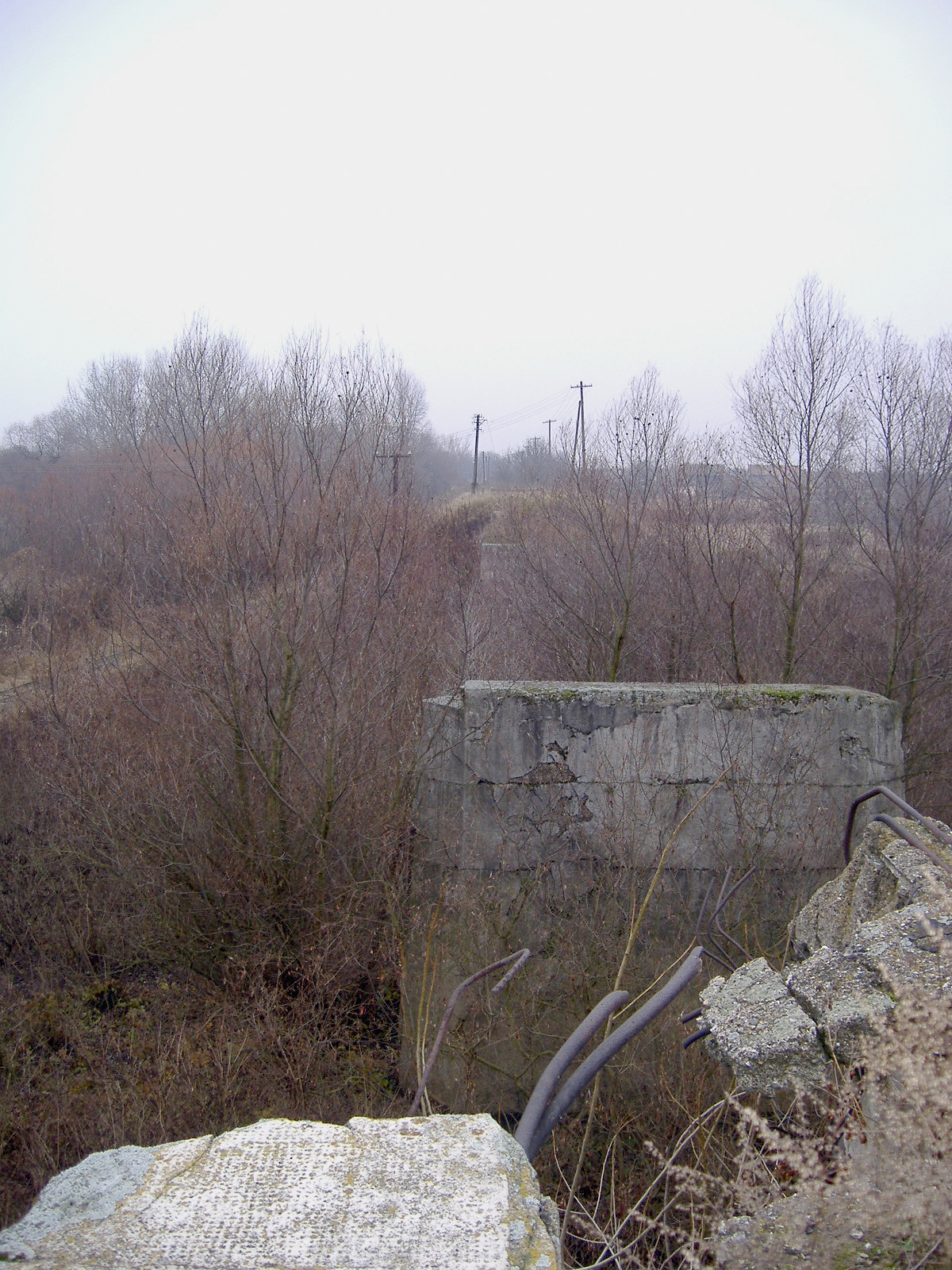
De ruïnes van de Tisza-brug

Balsa ligt 14 kilometer ten noordwesten van de stad Ibrány, op de linkeroever van de Tisza.
Het dichtstbijzijnde treinstation ligt in het zuidwesten van de stad Rakamaz. Er is het hele jaar door een veerdienst over de Tisza naar Kenézlő.